# Sodexo
Die Sodexo Group (bis 2008 Sodexho Alliance) ist ein börsennotiertes (CAC Next 20) französisches Unternehmen für Catering, Gemeinschaftsverpflegung und Facilitymanagement. Diese Dienstleistungen betreibt Sodexo für Asylbewerberheime, Behörden, Gefängnisse, Industrieunternehmen, Kindergärten und -tagesstätten, Krankenhäuser, Militärbasen, Rehakliniken, Schulen, Senioren- und Pflegeheime.
Das Unternehmen ist in 72 Ländern tätig und erwirtschaftete im Geschäftsjahr 2017/2018 mit 422.000 Mitarbeitern einen Umsatz von rund 21,1 Milliarden Euro. Eigenen Angaben zufolge nutzen weltweit 100 Millionen Endkunden täglich die Dienstleistungen des Unternehmens. Unter den größten Arbeitgebern nimmt Sodexo weltweit Platz 29 ein.

## Geschichte
Sodexo entstand aus einem kleinen Unternehmen, das 1892 von Jean-Baptiste Bellon (1865–1961) in Marseille gegründet wurde, um die Schiffe der Compagnie de navigation mixte auf der Strecke Marseille-Algier zu beliefern. Das Unternehmen wurde 1955 von seinem Sohn Félix Bellon (1905–1988) in Maison Félix Bellon S.A. umbenannt und hatte sich zu diesem Zeitpunkt bereit mehr als fünfzig Jahre lang auf die maritime Versorgung und das Catering für Ozeandampfer und Kreuzfahrtschiffe spezialisiert.
Sein Sohn Pierre Bellon trat 1958 als Handelsattaché ein. Im Jahr 1963 erhielt Pierre den Auftrag, die Gastronomie der Ateliers de la Méditerranée in Marseille zu leiten, und die inzwischen gegründete Holdinggesellschaft Bellon SA gründete eine neue Tochtergesellschaft, die er fortan betreute. So wurde Sodexo 1966 in Marseille unter der Leitung von Pierre Bellon gegründet.
2005 übernahm Michel Landel den Vorstandsvorsitz. Der Name entstand ursprünglich aus Société d'exploitation hotelière, kurz „Sodexho“. Auf dem Gesellschaftertreffen vom 22. Januar 2008 in Paris wurden ein neues Leitbild und ein neuer Markenauftritt vorgestellt. Dabei wurde der Markenname zu Sodexo gekürzt. Zur Sodexo-Gruppe gehören zwei Hauptbereiche: On-site Services und Benefits and Rewards Services. Sophie Bellon ist seit 2016 Vorstandsvorsitzende und seit 2022 auch Geschäftsführerin.
Im Jahr 2023 wurde der Sodexo Unternehmensbereich Benefits and Rewards Services im Rahmen eines Spin-off in Pluxee umbenannt. Am 1. Februar 2024 erreichte Pluxee einen Meilenstein, dass nach seiner Ausgründung von Sodexo nun an der Euronext Paris notiert ist.
Ende Mai 2024 wurde am Uniklinikum Tübingen die weltweit erste Roboterküche in Betrieb genommen.

## Unternehmensstruktur

### Eigentümer
Größter Einzelaktionär der Sodexo Group ist mit 37,71 % die Holding Bellon SA der Familie von Pierre Bellon.

### Sodexo in Deutschland
In den deutschen Markt trat Sodexo On-site Services (Sodexo Services GmbH, Sitz: Rüsselsheim) 1991 durch Übernahme der Eiring & Ott KG (gegr. 1958) ein. Nach Wachstum und mehreren Übernahmen mittlerer Unternehmen erfolgte im Dezember 2008 die Verbindung mit der Zehnacker-Gruppe inklusive deren Tochter GA-tec. Dadurch hat das Unternehmen, das bis dahin in Deutschland hauptsächlich in der Gemeinschaftsverpflegung tätig war, den gesamten Bereich des Facilitymanagement inklusive der technischen Gebäudeausstattung im Dienstleistungsportfolio. In der Lünendonk-Studie steht Sodexo in den Top 10. Der Zusammenschluss erfolgte unter dem Dach der Sodexo Holding mit Sitz in Heidelberg. Sodexo bietet seit 2012 auch Konzepte für Entwicklung und Betrieb von Kindertagesstätten für Betriebe und Kommunen an.

### Sodexo in Österreich
Die Sodexo Service Solutions Austria GmbH mit Sitz in Wien betreut über 1.400 Betriebe, darunter Wirtschaftsunternehmen, Behörden und Einrichtungen im Gesundheitswesen.

### Sodexo in der Schweiz
Die Sodexo (Suisse) SA betreut von Glattbrugg aus Schweizer Kunden. 

### Sodexo Justice Service

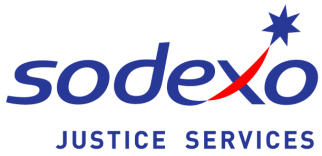
Logo von Sodexo Justice Service

Die Tochtergesellschaft Sodexo Justice Service (früher United Kingdom Detention Services oder Kalyx genannt) betreibt in England fünf Gefängnisse im Auftrag der Regierung. Der Firma werden dort schwere Menschenrechtsverletzungen vorgeworfen. In Frankreich und Chile werden Dienstleistungen in Teilbereichen verschiedener Gefängnisse von Sodexo erbracht.

## Benefits and Rewards Services
Benefits and Rewards Services ist – neben dem Bereich On-site Solutions (Catering- & Facility-Management) – das zweitgrößte Geschäftsfeld der Sodexo-Gruppe. Benefits and Rewards Services bietet Firmen aller Größe und dem öffentlichen Sektor Motivationskonzepte und -lösungen auf Basis verschiedener Medien (beispielsweise als Gutscheine, Karten oder auf elektronischer Basis). Das Umsatzvolumen des Unternehmens betrug 14,7 Mrd. Euro im Geschäftsjahr 2011/12. Weltweit nutzen 27 Mio. Verwender Sodexo-Lösungen in 34 Ländern. Den Sodexo-Verwendern stehen über eine Mio. Einlösestellen zur Verfügung.
In Deutschland operiert Benefits and Rewards Services seit 1977. Die Hauptprodukte sind die Benefits Card, eine wiederaufladbare Prepaidkarte für den steuerfreien Sachbezug, und der Restaurant Gutschein, der von 9000 Unternehmen an rund 250.000 Mitarbeiter als bargeldloser Essenszuschuss ausgegeben wird. Der Restaurant-Gutschein (auch Restaurantscheck oder Essensmarke) ist ein erprobtes System der Essensbezuschussung, mit dem Arbeitgeber und Arbeitnehmer Steuervorteile erzielen können. Zu den Kunden, die dieses System nutzen, zählen Konzerne wie die Allianz, Daimler, Deutsche Bank und mehr als 10.000 Firmen aus dem Mittelstand.
Sodexo Benefits and Rewards Services wurde im Jahr 2023 zu Pluxee und agiert eigenständig von Sodexo.

## Epidemie mit Darmerkrankungen
Im September 2012 wurde das Unternehmen wegen Darmerkrankungen bei ca. 11.200 Kindern und Erziehern in vielen Kindergärten und Schulen der neuen Bundesländer der Öffentlichkeit bekannt. Die Brechdurchfall-Welle erreichte ihren Höhepunkt Ende September 2012.
Das Bundesamt für Verbraucherschutz und Lebensmittelsicherheit geht davon aus, dass tiefgefrorene Erdbeeren aus China der Auslöser für die massenhaften Brechdurchfälle bei Schülern waren. Diese Erdbeeren waren von einem Großhändler an die Großküchen des Unternehmens Sodexo mit Sitz im hessischen Rüsselsheim geliefert worden, die wiederum die Schulkantinen damit belieferten. Das Unternehmen entschuldigte sich Anfang Oktober 2012 schriftlich und kündigte eine Entschädigung der Betroffenen an. Die Staatsanwaltschaft Darmstadt erklärte am 24. Oktober 2012, dass das Unternehmen keine Schuld an den Erkrankungen treffe.